# Архієрей (оповідання)
«Архієрей» (рос. Архиерей) — оповідання Антона Павовича Чехова, вперше опубліковане у 1902 році.

## Історія
У грудні 1899 році в одному зі своїх листів Чехов пообіцяв редактору Віктору Миролюбову опублікувати в Журналі для всіх власну розповідь. Однак приступив до роботи над ним він набагато пізніше, про що можна судити за змістом його листи до Кніппер від 16 березня 1901 року, в якому він писав, що працює над оповіданням «на сюжет, який сидить у мене в голові вже років п'ятнадцять». У липні того ж року Миролюбов нагадав Чехову про його стару обіцянку. Чехов 3 серпня в листі запевнив його, що частина його вже готова, але в жовтні був змушений знову вибачитися за чергову затримку. Він послав розповідь в журнал тільки 20 лютого 1902 з вибаченнями, пояснюючи затримку погіршенням його здоров'я, та з попередженням, що він буде «сперечатися з цензорами за кожне слово» і не дозволить сильно зіпсувати текст. Серйозні цензурні скорочення дійсно мали місце, не кажучи вже про помилки неуважних коректорів. Через це все Чехову потрібен ще один місяць, щоб все виправити. Нарешті, «Архієрей» був опублікований у квітні 1902 року в Журналі для всіх (випуск № 4).
Трохи змінена версія розповіді була включена в 12-й том другого видання зібрання творів А. П. Чехова, опублікований Адольфом Федоровичем Марксом в 1903 році. Потім він також з'явився в 11-му томі третього видання, випущеного в 1906 році вже після смерті самого письменника.

### Прототипи персонажів
За словами Михайла Павловича Чехова, прообразом головного героя оповідання був Степан Олексійович Петров, який жив на Садово-Актори вулиці в Москві. Будучи студентом філологічного факультету Московського університету, він раптом став ченцем і незабаром став авторитетним теологом. Отець Сергій, як він став відомий, часто бував у Чехова в Ялті, в основному на дачі письменника.

### Відгуки критиків
Розповідь отримав позитивні відгуки у сучасної Чехову російській пресі. Один з критиків видання «Біржові відомості» (підпис І. А., 14 травня 1902, випуск № 129) назвав оповідання «одним із найпрекрасніших і образотворчих творів чеховського збірки. Декілька критиків (у тому числі Ельф у виданні „Східне огляд“) оцінив художні достоїнства розповіді і те, як у ньому подається детальна, глибока картина життя російського священнослужителя. 14 жовтня Миролюбов писав Чехову: „я був у Ясній поляні, старий Лев Толстой висловлював захоплення з приводу Архієрея і питав про ваше здоров'я.“
Іван Бунін писав, що розповідь був написаний дивовижно. Тільки той, хто займається сам літературою і сам випробував ці пекельні муки, може осягнути всю красу цього твору». Бунін, Толстой, і Купрін вважали цей розповідь одним з кращих творів Чехова.
В розділі «Релігійне й Мирське» збірника «Читаючи Чехова» Нільс Акэ Нільсон аналізує розповідь «Архієрей», роз'яснює авторську техніку переходів і контрастів, співвідношення тривіальних і серйозних сцен, співвідношення майбутнього і теперішнього часу в їх єдності. Наведене, на думку Нільсона, вказує на духовне відродження.

## Сюжет
Архієрей Павло — старий хворий священик, який служить в церкві всеношну. Після служби він повертається в Панкратиевский монастир. Вдома він дізнався, що приїхала його мати. На другий день, після служби, він зустрічався з матір'ю і племінницею Катею. Мати соромилася архієрея і говорила з ним шанобливо. Увечері в храмі преосвященний сидів у вівтарі і плакав. Незважаючи на те, що він досяг усього, що хотів, йому не хотілося вмирати, його хвилювала надія на майбутнє — та ж, що була в дитячому і юнацькому віці.
У четвер В соборі була його мати, і архієрей відчував себе бадьорим і щасливим. Однак хвороба брала своє — його ноги зовсім заніміли і він боявся, що впаде. На наступний день вранці у нього почалася кровотеча. Це був черевний тиф. Мати, бачачи, в якому син стані, назвала його Павлушей, синочком. Архієрей вже не міг говорити і уявляв, що «він, вже простий, звичайний людина, яка йде по полю, тепер вільний, як птах, може йти куди завгодно!» У суботу перед пасхою він помер.
Через місяць був призначений новий архієрей. Про архиєрею Павла вже не згадували, а пізніше і зовсім забули. Тільки його стара мати, коли ввечері виходила на вигін корову, розповідала зустрічним жінкам, що її син був архієреєм. Жінки їй вірили і співчували.